# Carry Fire
Carry Fire – jedenasty studyjny album solowy angielskiego muzyka Roberta Planta. Płyta nagrana w stylistyce folk-rocka i rocka akustycznego została wydana przez Nonesuch Records w październiku 2017. Promują ją single: „The May Queen”, „Bones of Saints” oraz „Bluebirds Over the Mountain”.

## Lista utworów
1. „The May Queen”
2. „New World...”
3. „Season Song”
4. „Dance with You Tonight”
5. „Carving up the World Again... A Wall and Not a Fence”
6. „A Way with Words”
7. „Carry Fire”
8. „Bones of Saints”
9. „Keep it Hid”
10. „Bluebirds Over the Mountain”
11. „Heaven Sent”